# 宽身闭口蟹
宽身闭口蟹（学名：Cleistostoma dilatatum）为沙蟹科闭口蟹属的动物。分布于日本、朝鲜西岸以及中国大陆的广东、福建、山东、渤海湾、辽东半岛等地，生活环境为海水，常穴居于河口的泥滩上以及或在与海水相通的泥潭中。